# Barro Alto
Barro Alto là một đô thị thuộc bang Bahia, Brasil. Đô thị này có diện tích 425,75 km², dân số năm 2007 là 13040 người, mật độ 30,63 người/km².